# Коцембова, Татьяна
Татьяна Коцембова (род. 2 мая 1962 года, Острава, Чехословакия) — чехословацкая легкоатлетка (бег на 400 метров), двукратный серебряный призёр чемпионата мира 1983 года (400 м, эстафета 4×400 м), где установила личный рекорд на дистанции 400 м — 48,49 с, ныне (на 01.11.2012 года) являющийся 10-м результатом в истории лёгкой атлетики. Татьяна Коцембова — одна из 9 женщин-спринтеров, имеющих в беге на 400 метров результат лучше 49 секунд (5-е место в списке лучших за все годы). В 1984 году стала чемпионкой Европы в залах. Является обладательницей высшего мирового достижения на нестандартной дистанции 500 м.

## Результаты
Лучшие результаты по годам и место в списке мирового сезона
| Год   | 1982  | 1983  | 1984  | 1985  | 1986  |
| ----- | ----- | ----- | ----- | ----- | ----- |
| 400 м | 50.41 | 48.59 | 48.73 | 50.74 | 49.83 |
| Место | 4     | 2     | 2     | 12    | 4     |

## Соревнования
| Год  | Соревнование             | Стадион   | Место | Рез.  |
| ---- | ------------------------ | --------- | ----- | ----- |
| 1982 | Чемпионат Европы в залах | Милан     | 4     | 51,62 |
| 1982 | Чемпионат Европы         | Афины     | 3     | 50,55 |
| 1983 | Чемпионат мира           | Хельсинки | 2     | 48,59 |
| 1984 | Чемпионат Европы в залах | Гётеборг  | 1     | 49,97 |
| 1986 | Чемпионат Европы         | Штутгарт  | 6     | 51,50 |
| 1986 | Чемпионат Европы в залах | Мадрид    | 4     | 53,16 |
| 1989 | Чемпионат Европы в залах | Гаага     | 5     | 54,16 |